# Paradesmosoma australis
Paradesmosoma australis är en kräftdjursart som beskrevs av Saskia Brix2006. Paradesmosoma australis ingår i släktet Paradesmosoma och familjen Desmosomatidae. Inga underarter finns listade i Catalogue of Life.